# ماساشي ناكاياما
ماساشي ناكاياما، من مواليد 23 سبتمبر 1967 في شيزوكا في اليابان، لاعب كرة قدم ياباني.
بدأ مسيرته الكروية مع نادي ياماها موتورز في عام 1990، ولعب معهم حتى عام 1992، شارك معهم في 60 مباراة وسجل 65 هدف، وفي عام 1993 لعب مع نادي جوبيلو إيواتا حتى عام 2009.
و قد بدأ باللعب مع منتخب اليابان لكرة القدم في عام 1992، ولعب معهم حتى عام 2003، وشارك معهم في 53 مباراة وسجل 21 هدف.
تمكن الياباني ماساشي ناكاياما من تسجيل أسرع هاتريك (ثلاثة أهداف) في 3 دقائق و15 ثانية في مرمى منتخب بروناي وذلك خلال تصفيات بطولة آسيا التي أقيمت في 16-2-2000، حيث سجل ناكاياما أهداف الثلاثة في الدقائق الأولى والثانية والثالثة و35 ثانية، وقد حطم الرقم القياسي الذي صمد 62 عام والذي كان يحمله الإنجليزي جورج غراهام هول والذي سجل الهاتريك في ثلاث دقائق و30 ثانية بفارق 15 ثانية عن الياباني ناماياما في مرمى منتخب أيرلندا على ملعب أولد ترافورد بمدينة مانشستر بتاريخ 16-11-1938.

## روابط خارجية
- ماساشي ناكاياما على موقع IMDb (الإنجليزية)
- ماساشي ناكاياما على موقع الاتحاد الدولي (مؤرشف)  (الإنجليزية)
- ماساشي ناكاياما على موقع رابطة كرة القدم اليابانية للمحترفين (اليابانية)
- ماساشي ناكاياما على موقع قاعدة بيانات كرة القدم.إي يو (الإنجليزية)
- ماساشي ناكاياما على موقع ناشيونال فوتبول تيمز (الإنجليزية)
- ماساشي ناكاياما على موقع Soccerway.com (الإنجليزية)
- ماساشي ناكاياما على موقع عالم كرة القدم.نت (الإنجليزية)
- ماساشي ناكاياما على موقع كووورة